# 5-Mannigfaltigkeit
Eine 5-Mannigfaltigkeit ist im mathematischen Teilgebiet der Differentialtopologie eine glatte Mannigfaltigkeit mit fünf Dimensionen, also ein lokal euklidischer zweitabzählbarer Hausdorff-Raum, welcher also lokal zu offenen Teilmengen des fünfdimensionalen euklidischen Raum diffeomorph ist ohne global dieser zu sein.

## Beispiele
- Fünfdimensionale Sphäre {\displaystyle S^{5}}
- Fünfter reeller projektiver Raum {\displaystyle \mathbb {R} P^{5}}
- Wu-Mannigfaltigkeit {\displaystyle \operatorname {SU} (3)/\operatorname {SO} (3)}

## Klassifikation
Da 2-zusammenhängende wegzusammenhängende orientierbare geschlossene 5-Mannigfaltigkeiten bereits 5-Sphären sind, besteht besonderes Interesse an der Klassifikation des nächstallgemeineren Falls, nämlich einfach zusammenhängenden wegzusammenhängenden orientierbaren geschlossenen 5-Mannigfaltigkeiten. Zu diesen gehören aus der obige Liste die 5-Sphäre und die Wu-Mannigfaltigkeit.
Orientierte Bordismenklassen orientierbarer geschlossener 5-Mannigfaltigkeiten werden durch die De-Rham-Invariante klassifiziert, welche einen Gruppenisomorphismus:
{\displaystyle w_{2}w_{3}\colon \Omega _{5}^{\operatorname {SO} }\xrightarrow {\cong } \mathbb {Z} _{2}}
beschreibt. Zwei orientierbare geschlossene 5-Mannigfaltigkeiten sind also genau dann orientiert bordant zueinander zueinander, wenn ihre De-Rham-Invarianten übereinstimmen.